# قشلاق أحمدي
قشلاق أحمدي هي قرية في مقاطعة بارس أباد، إيران. يقدر عدد سكانها بـ 488 نسمة بحسب إحصاء 2016.